# Minami Kamakura High School Girls Cycling Club
Minami Kamakura High School Girls Cycling Club (яп. 南鎌倉高校女子自転車部 Минами Камакура ко:ко: дзёси дзитэнся-бу) — японская манга, написанная Нориюки Мацумото, издаётся японским издательством Mag Garden в сёнэн-журнале Monthly Comic Blade с августа 2011 по октябрь 2018 года. Она была собрана в одиннадцать танкобонов. 13-серийное аниме, снятое студями J.C.Staff и A.C.G.T, выходило в эфир с 6 января по 24 марта 2017 года.

## Сюжет
Школьница Хироми Майхару переехала из Нагасаки в Камакуру и решила ездить в школу на велосипеде. Так она знакомится с Томоэ Акидзуки, главой девичьего велоклуба. Хироми вступает в клуб и её жизнь постепенно начинает меняться.

## Персонажи
Хироми Майхару (яп. 舞春 ひろみ Майхару Хироми)
Сэйю: Харука Кудо (drama CD), Рэйна Уэда (аниме)
Первоклассница старшей женской школы Южной Камакуры, класс «Б». Переехала в Камакуру из Нагасаки. Весёлая, но немного неуклюжая. Сев за руль велосипеда впервые за несколько лет, Хироми забыла, как ездить на нём, но, вступив в велоклуб, она узнала о велосипедах много нового и начала ими интересоваться. Она начала любить велосипедные прогулки и поняла, что благодаря велосипедному путешествию встретила много друзей.
Томоэ Акидзуки (яп. 秋月 巴 Акидзуки Томоэ)
Сэйю: Эрико Мацуи (drama CD), Юки Хиросэ (аниме)
Одноклассница Хироми. Томоэ — уроженка Камакуры и первая подруга Хироми на новом месте. Тепло её принимает и помогает ей вспомнить, как ездить на велосипеде, в первый день в школе. Знакомит Хироми и Мори Сики с велосипедными маршрутами Камакуры. После ночного велозаезда единогласно избрана главой велоклуба старшей школы Южной Камакуры. Хироми называет её Томо-тян.
Нацуми Хига (яп. 比嘉 夏海 Хига Нацуми)
Сэйю: Саори Хаяси (drama CD), Нацуми Фудзивара (аниме)
Первоклассница старшей женской школы Южной Камакуры, класс «В». Родом с Окинавы. Она первый член велоклуба, который ездит на дорожном велосипеде, хотя она тоже новичок, как и её товарищи по клубу. Хорошо занимается спортом, особенно плаванием, поэтому старшеклассники школьной секции плавания зовут её к себе. Хорошо готовит.
Фуюнэ Камикурэ (яп. 神倉 冬音 Камикура Фуюнэ)
Сэйю: Саки Накадзима (drama CD), Нацуми Такамори (аниме)
Первоклассница старшей женской школы Южной Камакуры, класс «Г», внучка директрисы, вдохновилась её приключениями на велосипеде. У неё есть старшая сестра, которая всё ещё находится в больнице, и Фуюнэ обещала ей начать собственное приключение. Ей тяжело ехать в гору. Обладает хорошей памятью.
Сэнди Макдугал (яп. サンディ・マクドゥガル Санди Макуду:гару)
Сэйю: Сацуми Мацуда (drama CD), Эмико Такэути (аниме)
Первоклассница старшей женской школы Южной Камакуры, класс «Д». Американка из штата Колорадо. Появляется в первом эпизоде в роли камео. В шестом эпизоде появляется в ростовом костюме Кумы-сан на ночном велозаезде и почти выигрывает его благодаря отличной физподготовке. Её настоящее появление происходит в девятом эпизоде, в котором она тоже вступает в велоклуб.
Сики Мори (яп. 森 四季 Мори Сики)
Сэйю: Хитоми Набатамэ (drama CD), Саюми Ватабэ (аниме)
Новенькая учительница в старшей женской школе Южной Камакуры, велосипедист со стажем. Стала куратором велоклуба. Сики рассказала своим ученицам о многих аспектах и техниках велоспорта, что очень помогло развитию велоклуба.
Нагиса Мори (яп. 森 渚 Мори Нагиса)
Сэйю: Марико Хонда (drama CD), Акари Кито (аниме)
Младшая сестра Сики, владелица хлебной лавки под названием «Bakery Flat». Она также является велосипедисткой и до какой-то степени разбирается в велосипедах, например помогает Нацуми отремонтировать шину её велосипеда. Велосипедисты иногда заезжают в пекарню, чтобы отдохнуть.
Цуру Котобуки (яп. 寿 鶴 Котобуки Цуру)
Сэйю: Адзуми Асакура (drama CD), Аи Какума (аниме)
Работница пекарни «Bakery Flat». Также часто помогает Коронэ в её магазине.
Коронэ Хоодзи (яп. 鳳凰寺 コロネ Хо:о:дзи Коронэ)
Сэйю: Сатоми Акэсака (drama CD), Юрика Кубо (аниме)
Менеджер магазина велосипедов «Cycle Flat», который находится по соседству с пекарней. Люди всегда принимают её за ребёнка из-за её небольшого роста и детской внешности, но на самом деле она взрослая и даже принимала участие в соревнованиях на Тайване.
Рюко Камикура (яп. 神倉 龍子 Камикура Рю:ко)
Сэйю: Миюки Итидзё
Директор школы, в которой учатся героини, бабушка Фуюнэ. Она была участницей велоклуба этой школы, когда сама училась в ней.
Юйка Акицуки (яп. 秋月 結花 Акидзуки Юйка)
Сэйю: Юи Фукуо
Младшая сестра Томоэ. Занимается дизайном формы для велоклуба.
Хироко Адзума (яп. 東 浩子 Адзума Хироко)
Сэйю: Икуми Хаяма
Второклассница старшей женской школы Южной Камакуры. Член плавательной секции. Поначалу она была недовольна тем, что Нацуми, подающая надежды пловчиха, решила присоединиться к недавно созданному клубу велосипедистов, а не к секции плавания, но уважает девочек, хотя и не прочь иногда придраться к ним.

## Медиа

### Манга
Манга, написанная и проилюстрированная Нориюки Мацумото, издавалась издательством Mag Garden в журнале Monthly Comic Blade с августа 2011 года по октябрь 2018 года и собрана в одиннадцати танкобонах, изданных с 10 января 2012 по 10 декабря 2018 года.
| №  | Дата публикации      | ISBN                                          |
| -- | -------------------- | --------------------------------------------- |
| 1  | 10 января 2012 года  | ISBN 978-4-86127-931-7                        |
| 2  | 10 августа 2012 года | ISBN 978-4-8000-0028-6                        |
| 3  | 9 марта 2013 года    | ISBN 978-4-8000-0104-7                        |
| 4  | 10 октября 2013 года | ISBN 978-4-8000-0217-4                        |
| 5  | 3 июня 2014 года     | ISBN 978-4-8000-0319-5 978-4-8000-0316-4 (ЛИ) |
| 6  | 10 декабря 2014 года | ISBN 978-4-8000-0382-9 978-4-8000-0375-1 (ЛИ) |
| 7  | 10 августа 2015 года | ISBN 978-4-8000-0488-8                        |
| 8  | 9 апреля 2016 года   | ISBN 978-4-8000-0554-0 978-4-8000-0553-3 (ЛИ) |
| 9  | 10 января 2017 года  | ISBN 978-4-8000-0643-1 978-4-8000-0642-4 (ЛИ) |
| 10 | 10 ноября 2017 года  | ISBN 978-4-8000-0730-8                        |
| 11 | 10 декабря 2018 года | ISBN 978-4-8000-0813-8                        |

### Аниме
Аниме-сериал был создан студиями J.C.Staff и A.C.G.T. В эфире транслировался с 6 января по 24 марта 2017 года. Песню во вступительной заставке, «Jitensha ni Hana wa Mau» (яп. 自転車に花は舞う дзитэнся ни хана ва мау, «Цветы танцуют на велосипеде»), исполнил идол-юнит AŌP, в завершающей, «Niji Yume Road» (яп. にじゆめロード нидзи юмэ ро:до, «Шоссе радужной мечты»), исполинла Ика-сан. Вне Японии сериал транслировал сервис Crunchyroll. Всего было выпущено 12 эпизодов, изданных в четырех томах BD/DVD по три эпизода. OVA-эпизод был выпущен 15 мая 2017 года.
| Номер | Оригинальное название                                                                                             | Дата премьеры        |
| ----- | --- | -------------------- |
| 1     | «Вступительная церемония!» «Ню:гакусики!» (入学式！)                                                              | 6 января 2017 года   |
| 2     | «В тур по Камакуре!» «Камакура тансаку ни Гоу!» (鎌倉探索にGo!)                                                   | 13 января 2017 года  |
| 3     | «Давайте создадим велоклуб!» «Дзёси дзитэнся-бу, хадзимэмасу!» (女子自転車部、はじめます！)                       | 20 января 2017 года  |
| 4     | «Я не позволю забрать вам Нацуми!» «Нацуми-тян ва ватасанай!» (夏海ちゃんはわたさない！)                          | 27 января 2017 года  |
| 5     | «Неужели выбирать велосипеды так трудно?» «Дзитэнся во эрабу но ттэ мудзукасий?» (自転車を選ぶのってむずかしい？) | 3 февраля 2017 года  |
| 6     | «Первая гонка!» «Хадзимэтэ но рэ:су!» (はじめてのレース！)                                                        | 10 февраля 2017 года |
| 7     | «Что я могу сделать?» «Ватаси ни дэкиру кото?» (わたしにできること？)                                             | 17 февраля 2017 года |
| 8     | «Все вместе!» «Минна то иссё ни!» (みんなと一緒に！)                                                              | 24 февраля 2017 года |
| 9     | «Вызов Кумы-сан?!» «Кума-сан кара но тё:сэндзё:!?» (クマさんからの挑戦状！？)                                     | 3 марта 2017 года    |
| 10    | «Давайте отправимся в путешествие!» «Ринко: дэ ико:!» (輪行で行こう！)                                            | 10 марта 2017 года   |
| 11    | «Велосипеды — это загадка» «Дзитэнся ттэ, фусиги» (自転車って、ふしぎ)                                            | 17 марта 2017 года   |
| 12    | «Дорога продолжается» «Мити ва мадамада цудзуитэру» (道はまだまだつづいてる)                                      | 24 марта 2017 года   |
| OVA   | «Мы на Тайване!!» «Кита ё, Тайван!!» (来たよ、台湾!!)                                                             | 15 мая 2017 года     |